# Förlaget M
Förlaget M (vermarktet als Förlaget) ist ein Buchverlag für finnlandschwedische Literatur, der schöngeistige Literatur, Sachliteratur und Kinder- und Jugendliteratur herausgibt. Der Verlag mit Sitz in Helsingfors (finnisch Helsinki) ist eine wichtige Institution in Svenskfinland.
Das Unternehmen wurde im Oktober 2015 gegründet, als Sara Ehnholm-Hjelm und Tapani Ritamäki den Verlag Schildts & Söderströms verließen, um gemeinsam mit Sophia Jansson – Tove Janssons Nichte und Direktorin des Unternehmens Moomin Characters, das Janssons Nachlass sowie die Rechte an ihren Kunstwerken verwaltet – als Haupteigentümerin einen völlig neuen Verlag zu gründen. Das M im Unternehmensnamen bezieht sich auf den ersten Buchstaben im Namen der Mumins. Den Verlegern gelang es schnell, bekannte finnlandschwedische Autoren zu gewinnen.
Förlaget hat etwa 10 Angestellte und veröffentlicht jährlich im Schnitt 30 Bücher. Erster CEO ist Fredrik Rahka. Neben traditioneller Verlagstätigkeit betreibt das Unternehmen ein Webportal, in dem Autoren und Mitarbeiter digital veröffentlichen.

## Autoren (Auswahl)
- Claes Andersson (1937–2019)
- Ralf Andtbacka
- Ann-Luise Bertell
- Linda Bondestam
- Jörn Donner (1933–2020)
- Johannes Ekholm
- Michaela von Kügelgen (* 1986)
- Monika Fagerholm (* 1961)
- Rosanna Fellman
- Tua Forsström (* 1947)
- Mia Franck
- Joakim Groth
- Johanna Holmström (* 1981)
- Tove Jansson (1914–2001)
- Malin Kivelä
- Kaj Korkea-aho
- Anna-Lena Laurén
- Jenny Lucander
- Ulla-Lena Lundberg (* 1947)
- Peter Mickwitz
- Adrian Perera
- Lars Sund
- Hannele Mikaela Taivassalo (* 1974)
- Quynh Tran
- Maria Turtschaninoff
- Kjell Westö (* 1961)
- Mårten Westö